# 比留間俊哉
比留間 俊哉（ひるま しゅんや、8月28日 - ）は、日本の男性声優。埼玉県出身。81プロデュース所属。

## 略歴
81ACTOR'S STUDIO卒業生・特待生である。

## 人物
趣味・特技は野球、パーソナルコンピュータ、ギター、歌。

## 出演
太字はメインキャラクター。

### テレビアニメ
2012年
- ヨルムンガンド（兵士、観光客、護衛） - 2シリーズ
- ZETMAN（記者、ホームレス、プレイヤー）
- めだかボックス（柔道部員）
- メタルファイト ベイブレード ZEROG（ブレーダー）

2013年
- ステラ女学院高等科C3部（客）

2014年
- 団地ともお（敵3）

2015年
- かみさまみならい ヒミツのここたま（2015年 - 2017年、一之瀬清太郎、漫才師 他）

2016年
- DAYS（甲斐貴文）
- キズナイーバー（生徒）
- ハンドレッド（生徒）

2017年
- EVIL OR LIVE
- 縁結びの妖狐ちゃん

2018年
- ポプテピピック（記録係）
- ウマ娘 プリティーダービー（電車内アナウンス）
- 3D彼女 リアルガール（町田）
- ソラとウミのアイダ（管制官）

2019年
- 賭ケグルイ××（生徒）
- かぐや様は告らせたい〜天才たちの恋愛頭脳戦〜（野球部員C）
- あんさんぶるスターズ!（真白友也）

2020年
- 池袋ウエストゲートパーク（内海シゲユキ）

2023年
- 江戸前エルフ（歌声）

2024年
- BEYBLADE X（アマチュアブレーダー、試験官）
- THE NEW GATE（ヴィルヘルム・エイビス）

### 劇場アニメ
- 劇場版 幼女戦記（2019年、兵士）
- BLOODY ESCAPE -地獄の逃走劇-（2024年、不滅騎士団員）

### ゲーム
2015年
- あんさんぶるスターズ!（2015年 - 2020年、真白友也）
- スマカレ（眞木深凪）

2016年
- ナイトスリンガー（ランスロット）
- 魂の交渉屋とボクの物語 -Soul Negotiator-（ショウ）
- スターオーシャン:アナムネシス（セス、ドミニク）
- あの夜からキミに恋してた（葉山拓）
- クロノスブレイド（ドラキュラ）

2017年
- アビストライブ（青龍、ウキョウ、シロウ）

2019年
- MISTOVER（ロウニン）
- デュエル・マスターズ プレイス（アクア・レンジャー、クリスタル・ジャベリン、ウォルタ、汽車男）

2020年
- アイドルマスター SideM（2020年 - 2023年、九十九一希〈2代目〉） - 4作品
- あんさんぶるスターズ!! Basic / Music（2020年 - 2023年、真白友也） - 2作品

2022年
- 夢職人と忘れじの黒い妖精（フィデル）
- 虚無と物質の彼女（東偽秀太）

### ドラマCD
- まおゆう外伝（魔族）
- ヲタクに恋は難しい「VOICE GIFT」

### BLCD
- 赤い糸の執行猶予（繋司の父、裕樹の友人）
- 好物はいちばんさいごに腹の中（社員[16]）
- 30秒、そのあとに（高瀬陽二[17]）
- ジェラテリア スーパーノヴァ（篠山[18]）
- ジェラテリア スーパーノヴァ royal vanilla（篠山）
- 純情ビッチ、ハツコイ系[19]
- ひねくれさくらに恋が咲く（西尾国春[20]）
- 暴走リーマン、ヘンタイ系[21]

### ラジオ
※はインターネット配信。
- アイドルマスター SideM ラジオ 315プロNight!（2020年、ニコニコ生放送※）
- 月刊 新・男前通信　77代目　11月「月刊 比留間俊哉」（2021年、文化放送モバイルplus※[22]）

### オーディオドラマ
- 櫻子さんの足下には死体が埋まっている（2014年、磯崎齋[23]）
- らじどらッ!〜夜のドラマハウス〜 #11「遊園地」（2015年）
- 歌舞伎まるごとストーリー「あらすじえもん」テイキン・クエスト（2019年、警備隊長ゲンバン[24]）
- アイドルマスター SideM「315 PASSION CONTENTS」『CONNECT WITH MUSIC! SWEET HEART LETTERS』（2024年、九十九一希）

### オーディオブック
- クズと天使の二周目生活 1 - 2（2019年 - 2021年、朗読＆雪枝桃也[25][26]）
- Another 上・下（2019年、朗読[27]）
- 不戦無敵の影殺師[28]（2020年、朗読＆冬川朱雀[29]）
- RIGHT×LIGHT（2020年、山崎勉 ほか[30]）
- マイダスタッチ〜内閣府超常経済犯罪対策課〜（2020年、朗読＆水町袈裟郎[31]）
- ケモノガリ（2021年、矢崎一平 ほか[26]）
- あの夏、最後に見た打ち上げ花火は(2021年、阿久津恒正 ほか[32])
- 結婚が前提のラブコメ(2021年、黒峰優輝 ほか[33])
- 永遠の昨日（2023年、朗読[34] ）
- 泣きたくなるほど嬉しい日々に(2023年、朗読[35] ）

### デジタルコミック
- 今日、恋をはじめます（生徒 他）
- 声優戦隊ボイストーム7（2014年、社長秘書）
- 想いの欠片（2018年、原田[36]）
- キュンとして、山上くん!（2023年、山上月彦）[37]

### ラジオCM
- 片翼シャトル[38]
- コミック『味噌汁でカンパイ！』 ラジオCM[39]（善一郎：2016年）
- 東亞合成 アロンアルフア『君に、くっつけ！』
- 古見さんは、コミュ症です。[40]　(2016年)

### DVD
- 声優戦隊ボイストーム7
- 舞台 弱虫ペダル ツール・デュ・スタッド Vol.2
- あんさんぶるスターズ！ Starry Stage 2nd in 日本武道館
- TVアニメ「あんさんぶるスターズ！」

### 吹き替え
- マーベル インヒューマンズ

### パチンコ・パチスロ
- P大工の源さん 超韋駄天（2020年、八波弾[41]）

### 朗読劇
- THE IDOLM@STER SideM PASSIONABLE READING SHOW -超常事変〜対立スル正義〜-（2023年3月11日、武蔵野の森総合スポーツプラザ メインアリーナ） - 九十九一希 役[42]
- THE IDOLM@STER SideM PASSIONABLE READING SHOW ～天地四心伝～（2024年2月11日、幕張イベントホール） - 九十九一希 役[43]
- 朗読劇「カラフル」再々演（2024年11月9日、CBGKシブゲキ!!） - ブラブラ 役[44]
- 音楽朗読劇「仮面の男」〜アレクサンドル・デュマ・ペール「ダルタルニャン物語」より〜（2025年3月5日、博品館劇場） - ポルトス 役 他[45][46]
- 絵本朗読LIVE「ビロードのうさぎ〜ペールトーン〜」（2025年7月10日・17日〈予定〉、CBGKシブゲキ!!）[47][48]
- 81プロデュース・日本工学院・豊島区　産学官連携企画 朗読劇「天上の虹」万葉集編（2025年9月28日〈予定〉、あうるすぽっと） - 弓削皇子 役[49]
- VISIONARY READING「三島由紀夫レター教室」（2025年10月8日〈予定〉、紀伊國屋ホール） - 炎タケル 役[50]

### その他コンテンツ
- 【ダイジェスト版】動画で学ぶ銀行の仕事（全銀協）
- こえつく![51]
- ナツモモchannel[52]（天河ナツシ 役）
- 「#うちで体操しよう〜Let's exercise On The Inside〜」-Ver.6-[53]

## ディスコグラフィ

### キャラクターソング
| 発売日   | 商品名                                                             | 歌 | 楽曲 | 備考                                                                                               |
| 2016年   | 2016年                                                             | 2016年 | 2016年 | 2016年                                                                                             |
| -------- | ------------------------------------------------------------------ | --- | --- | -------------------------------------------------------------------------------------------------- |
| 1月27日  | あんさんぶるスターズ！ ユニットソングCD Vol.07 Ra*bits             | Ra*bits | 「Joyful×Box*」 「野うさぎマーチ♪」 | ゲーム『あんさんぶるスターズ！』関連曲                                                             |
| 11月23日 | あんさんぶるスターズ！ ユニットソングCD 2nd Vol.06 Ra*bits         | Ra*bits | 「Hoppin'Season♪」 「Love Ra*bits Party!」 | ゲーム『あんさんぶるスターズ！』関連曲                                                             |
| 2017年   |                                                                    | | | |
| 11月8日  | あんさんぶるスターズ！ ユニットソングCD 3rd Vol.07 Ra*bits         | Ra*bits | 「Milky Starry Charm」 「Dream Collection」 | ゲーム『あんさんぶるスターズ！』関連曲                                                             |
| 2018年   |                                                                    | | | |
| 4月25日  | あんさんぶるスターズ！アルバムシリーズ Ra*bits                     | Ra*bits | 「メルティ♡キッチン」 | ゲーム『あんさんぶるスターズ！』関連曲                                                             |
| 4月25日  | あんさんぶるスターズ！アルバムシリーズ Ra*bits                     | 真白友也（比留間俊哉） | 「Higher↑ Higher↑」 | ゲーム『あんさんぶるスターズ！』関連曲                                                             |
| 2019年   |                                                                    | | | |
| 8月14日  | Stars' Ensemble!                                                   | 夢ノ咲ドリームスターズ | 「Stars' Ensemble!」 | テレビアニメ『あんさんぶるスターズ！』オープニングテーマ                                           |
| 9月25日  | あんさんぶるスターズ！ EDテーマ集 vol.2                            | Ra*bits | 「メイド・イン・トキメキ♪」 | テレビアニメ『あんさんぶるスターズ！』エンディングテーマ                                           |
| 2020年   |                                                                    | | | |
| 3月6日   | THE IDOLM@STER SideM 5th ANNIVERSARY UNIT COLLECTION -PRIDE STAR-  | F-LAGS | 「PRIDE STAR」 | ゲーム『アイドルマスター SideM』関連曲                                                             |
| 8月26日  | THE IDOLM@STER SideM 5th ANNIVERSARY SOLO COLLECTION 01            | 九十九一希（比留間俊哉） | 「Waving FLAGS」 | ゲーム『アイドルマスター SideM』関連曲                                                             |
| 8月26日  | BRAND NEW STARS!!                                                  | ESオールスターズ | 「BRAND NEW STARS!!」 | ゲーム『あんさんぶるスターズ!!』主題歌                                                             |
| 8月26日  | BRAND NEW STARS!!                                                  | ESオールスターズ | 「Walk with your smile」 | ゲーム『あんさんぶるスターズ!!』関連曲                                                             |
| 9月30日  | あんさんぶるスターズ!! ESアイドルソング season1 Ra*bits            | Ra*bits | 「Love it Love it」 「BRAND NEW STARS!!」 | ゲーム『あんさんぶるスターズ!!』関連曲                                                             |
| 2021年   |                                                                    | | | |
| 2月7日   | THE IDOLM@STER SideM UNIT COLLECTION -MEET THE WORLD!-             | 315 ALLSTARS | 「MEET THE WORLD!」 | ゲーム『アイドルマスター SideM』関連曲                                                             |
| 2月7日   | THE IDOLM@STER SideM UNIT COLLECTION -MEET THE WORLD!-             | F-LAGS | 「MEET THE WORLD!」 | ゲーム『アイドルマスター SideM』関連曲                                                             |
| 4月7日   | THE IDOLM@STER SideM NEW STAGE EPISODE:15 F-LAGS                   | F-LAGS | 「Hope's Journey」 「NEXT STAGE!」 | ゲーム『アイドルマスター SideM』関連曲                                                             |
| 6月23日  | FUSIONIC STARS!!                                                   | ESオールスターズ | 「FUSIONIC STARS!!」 | ゲーム『あんさんぶるスターズ!!』関連曲                                                             |
| 7月7日   | あんさんぶるスターズ!! ESアイドルソング season2 Ra*bits            | Ra*bits | 「FALLIN' LOVE=IT'S WONDERLAND」 「うさぎの森の音楽会」                                                                                            | ゲーム『あんさんぶるスターズ!!』関連曲                                                             |
| 7月21日  | THE IDOLM@STER SideM ST@RTING LINE -BEST                           | F-LAGS | 「夢色VOYAGER（SL BEST Ver.）」 「With...STORY（SL BEST Ver.）」                                                                                   | ゲーム『アイドルマスター SideM』関連曲                                                             |
| 7月22日  | あんさんぶるスターズ!! FUSION UNIT SERIES 02 Ra*bits ✕ Double Face | Ra*bits、Double Face | 「ポケットに宇宙」 | ゲーム『あんさんぶるスターズ!!』関連曲                                                             |
| 7月22日  | あんさんぶるスターズ!! FUSION UNIT SERIES 02 Ra*bits ✕ Double Face | Ra*bits | 「FUSIONIC STARS!!」 | ゲーム『あんさんぶるスターズ!!』関連曲                                                             |
| 9月29日  | THE IDOLM@STER SideM GROWING SIGN@L 01 Growing Smiles!             | 315 ALLSTARS | 「Growing Smiles!」 「DRIVE A LIVE」 「Beyond The Dream」 「NEXT STAGE!」                                                                          | ゲーム『アイドルマスター SideM GROWING STARS』関連曲                                               |
| 10月     | EVERLASTING♡FLUTTER                                                | 逢坂モモ（榊原優希）、天河ナツシ（比留間俊哉） | 「EVERLASTING♡FLUTTER」 | Web配信番組『ナツモモchannel』関連曲                                                               |
| 2022年   |                                                                    | | | |
| 1月8日   | THE IDOLM@STER SideM UNIT COLLECTION -Growing Smiles!-             | F-LAGS | 「Growing Smiles!」 | ゲーム『アイドルマスター SideM GROWING STARS』関連曲                                               |
| 3月12日  | THE IDOLM@STER SideM PASSION@TE FORMATION -INTELLIGENCE-           | 315 STARS（インテリVer.） | 「ANYWHERE」 | ゲーム『アイドルマスター SideM GROWING STARS』関連曲                                               |
| 3月12日  | THE IDOLM@STER SideM PASSION@TE FORMATION -INTELLIGENCE-           | 九十九一希（比留間俊哉） | 「ANYWHERE」 | ゲーム『アイドルマスター SideM GROWING STARS』関連曲                                               |
| 8月3日   | THE IDOLM@STER SideM GROWING SIGN@L 10 F-LAGS                      | F-LAGS | 「Made in「♪」」 「Casually!」 「DRIVE A LIVE」 | ゲーム『アイドルマスター SideM GROWING STARS』関連曲                                               |
| 12月3日  | THE IDOLM@STER SideM GROWING SIGN@L SOLO COLLECTION 02             | 九十九一希（比留間俊哉） | 「Made in「♪」」 | ゲーム『アイドルマスター SideM GROWING STARS』関連曲                                               |
| 12月21日 | THE IDOLM@STER SideM GROWING SIGN@L 15 Take a StuMp!               | 315 ALLSTARS | 「Take a StuMp!」 | ゲーム『アイドルマスター SideM GROWING STARS』関連曲                                               |
| 2023年   |                                                                    | | | |
| 2月11日  | THE IDOLM@STER SideM UNIT COLLECTION -Take a StuMp!-               | F-LAGS | 「Take a StuMp!」 | ゲーム『アイドルマスター SideM GROWING STARS』関連曲                                               |
| 3月11日  | 幻想のUtopia/安寧のDystopia                                        | 天ヶ瀬冬馬（寺島拓篤）、伊集院北斗（神原大地）、都築圭（土岐隼一）、神楽麗（永野由祐）、渡辺みのり（高塚智人）、信玄誠司（増元拓也）、華村翔真（バレッタ裕）、清澄九郎（中田祐矢）、伊瀬谷四季（野上翔）、神谷幸広（狩野翔）、卯月巻緒（児玉卓也）、水嶋咲（小林大紀）、橘志狼（古畑恵介）、舞田類（榎木淳弥）、山下次郎（中島ヨシキ）、円城寺道流（濱野大輝）、兜大吾（浦尾岳大）、九十九一希（比留間俊哉）、葛之葉雨彦（笠間淳）、北村想楽（汐谷文康） | 「安寧のDystopia」 | 舞台『THE IDOLM@STER SideM PASSIONABLE READING SHOW -超常事変〜対立スル正義〜-』エンディングテーマ |
| 3月29日  | THE IDOLM@STER SideM 49 ELEMENTS 10 F-LAGS                         | F-LAGS | 「Tricolor Rendezvous」 | ゲーム『アイドルマスター SideM GROWING STARS』関連曲                                               |
| 3月29日  | THE IDOLM@STER SideM 49 ELEMENTS 10 F-LAGS                         | 九十九一希（比留間俊哉） | 「筆跡の彼方」 | ゲーム『アイドルマスター SideM GROWING STARS』関連曲                                               |
| 10月28日 | THE IDOLM@STER SideM 8th STAGE THEME SONG「Hands & Claps!」        | 315 ALLSTARS | 「Hands & Claps!」 | ライブイベント『THE IDOLM@STER SideM 8th STAGE 〜ALL H@NDS TOGETHER〜』テーマソング                |
| 10月28日 | THE IDOLM@STER SideM 8th STAGE THEME SONG「Hands & Claps!」        | 315 STARS（インテリVer.） | 「Hands & Claps!」 | ライブイベント『THE IDOLM@STER SideM 8th STAGE 〜ALL H@NDS TOGETHER〜』テーマソング                |
| 2024年   |                                                                    | | | |
| 2月10日  | 四心争乱 -天地一指-                                                | 山下次郎（中島ヨシキ）、葛之葉雨彦（笠間淳）、伊集院北斗（神原大地）、木村龍（濱健人）、円城寺道流（濱野大輝）、天ヶ瀬冬馬（寺島拓篤）、眉見鋭心（大塚剛央）、九十九一希（比留間俊哉）、神楽麗（永野由祐） | 「四心争乱 -天地一指-」 | 朗読劇『THE IDOLM@STER SideM PASSIONABLE READING SHOW 〜天地四心伝〜』主題歌                       |
| 2月10日  | 四心争乱 -天地一指-                                                | 伊集院北斗（神原大地）、九十九一希（比留間俊哉） | 「Side 若草」 | 朗読劇『THE IDOLM@STER SideM PASSIONABLE READING SHOW 〜天地四心伝〜』主題歌                       |
| 3月27日  | THE IDOLM@STER SideM CIRCLE OF DELIGHT 07 F-LAGS                   | F-LAGS | 「Bitter Sweetアドレセンス」 「FANTASTIC DISCOTHEQUE」                                                                                             | 『アイドルマスター SideM』関連曲                                                                   |
| 6月26日  | あんさんぶるスターズ!! アルバムシリーズ 『TRIP』 Ra*bits           | Ra*bits | 「Joyful×Box*」 「野うさぎマーチ♪」 「Hoppin' Season♪」 「Love Ra*bits Party!!」 「Milky Starry Charm」 「メルティ♡キッチン」 「Dream Collection」 | ゲーム『あんさんぶるスターズ!!』関連曲                                                             |
| 6月26日  | Stars' Ensemble!                                                   | 夢ノ咲ドリームスターズ | 「Stars' Ensemble!」 | ゲーム『あんさんぶるスターズ!!』関連曲                                                             |
| 6月26日  | あんさんぶるスターズ！ EDテーマ集 vol.2                            | Ra*bits | 「メイド・イン・トキメキ♪」 | ゲーム『あんさんぶるスターズ!!』関連曲                                                             |
| 6月26日  | BRAND NEW STARS!!                                                  | ESオールスターズ | 「BRAND NEW STARS!!」 「Walk with your smile」 | ゲーム『あんさんぶるスターズ!!』関連曲                                                             |
| 6月26日  | あんさんぶるスターズ!! ESアイドルソング season1 Ra*bits            | Ra*bits | 「Love it Love it」 「BRAND NEW STARS!!」 | ゲーム『あんさんぶるスターズ!!』関連曲                                                             |
| 6月26日  | FUSIONIC STARS!!                                                   | ESオールスターズ | 「FUSIONIC STARS!!」 | ゲーム『あんさんぶるスターズ!!』関連曲                                                             |
| 6月26日  | あんさんぶるスターズ!! ESアイドルソング season2 Ra*bits            | Ra*bits | 「FALLIN' LOVE=IT'S WONDERLAND」 「うさぎの森の音楽会」                                                                                            | ゲーム『あんさんぶるスターズ!!』関連曲                                                             |
| 6月26日  | あんさんぶるスターズ!! FUSION UNIT SERIES 02 Ra*bits ✕ Double Face | Ra*bits、Double Face | 「ポケットに宇宙」 | ゲーム『あんさんぶるスターズ!!』関連曲                                                             |
| 6月26日  | あんさんぶるスターズ!! FUSION UNIT SERIES 02 Ra*bits ✕ Double Face | Ra*bits | 「FUSIONIC STARS!!」 | ゲーム『あんさんぶるスターズ!!』関連曲                                                             |

### 歌ってみた
| YouTube公開日  | コンテンツ      | 歌                                           | タイトル                         |
| -------------- | --------------- | -------------------------------------------- | -------------------------------- |
| 2019年7月12日  | ナツモモchannel | 逢坂モモ（榊原優希）天河ナツシ（比留間俊哉） | 「虎視眈々」                     |
| 2019年12月24日 | ナツモモchannel | 逢坂モモ（榊原優希）天河ナツシ（比留間俊哉） | 「サンドリヨン10th Anniversary」 |
| 2020年9月11日  | ナツモモchannel | 逢坂モモ（榊原優希）天河ナツシ（比留間俊哉） | 「ビタースウィート」             |
| 2021年06月20日 | ナツモモchannel | 天河ナツシ（比留間俊哉）                     | 「太陽系デスコ」                 |
| 2022年10月01日 | ナツモモchannel | 逢坂モモ（榊原優希）天河ナツシ（比留間俊哉） | 「きみだけは。」                 |
| 2023年06月21日 | ナツモモchannel | 天河ナツシ（比留間俊哉）                     | 「KING」                         |
| 2023年11月16日 | ナツモモchannel | 逢坂モモ（榊原優希）天河ナツシ（比留間俊哉） | 「匿名M」                        |